# Herb Belize

Herb Belize

Herb Belize – na tarczy trójdzielnej w rosochę, w polu pierwszym, srebrnym skrzyżowane ukośnie młotek i wiosło, barw naturalnych, w polu drugim, złotym tak samo skrzyżowane, tej samej barwy siekiera i piła drwalska, w polu dolnym, błękitnym, żaglowiec trójmasztowy, złoty, żagle srebrne (białe), na zielonych trójkątnych falach, poniżej których, złota podstawa tarczy, o ząbkowanej trójkątnie krawędzi.
Tarczę podtrzymują dwaj półnadzy bosi mężczyźni (Murzyn i Metys), w białych spodniach, z prawej o żółtawej karnacji, trzymający siekierę, z lewej o karnacji brązowej, trzymający wiosło. Jako postument kępki kolczasto zakończonej trawy, za tarczą drzewo (mahoń), barw naturalnych.
Poniżej postumentu wstęga z dewizą łacińską Sub umbra floreo (Kwitnę w cieniu).
Całość herbu otoczona okrągłym wieńcem z pojedynczej gałązki o pięćdziesięciu liściach, symbolizującej rok 1950, kiedy to doszła do władzy partia polityczna o nazwie Zjednoczona Partia Ludowa.
Drwale z narzędziami przypominają o wyrębie lasów, co niegdyś było głównym zajęciem w Belize.
Herb bazuje na herbie kolonii Honduras Brytyjski z 1819 roku,modyfikowanym w latach 1907 i 1967. W obecnej wersji przyjęty został 21 września 1981 roku.